# العلاقات الجنوب إفريقية الليبية
العلاقات الجنوب أفريقية الليبية هي العلاقات الثنائية التي تجمع بين جنوب أفريقيا وليبيا.

## مقارنة بين البلدين
هذه مقارنة عامة ومرجعية للدولتين:
| وجه المقارنة                                              | جنوب أفريقيا | ليبيا                                       |
| --------------------------------------------------------- | --- | ------------------------------------------- |
| المساحة (كم2)                                             | 1.22 مليون | 1.76 مليون                                  |
| عدد السكان (نسمة)                                         | 57.73 مليون | 6.37 مليون                                  |
| الكثافة السكانية (ن./كم²)                                 | 47.32 | 3.62                                        |
| العاصمة                                                   | بريتوريا، | طرابلس                                      |
| اللغة الرسمية                                             | لغة إنجليزية، اللغة الأفريقانية، اللغة النديبلي الجنوبية، اللغة السوثو الشمالية، اللغة السوتية، لغة سوازي، اللغة التسونجا، اللغة التسوانية، اللغة الفيندية، اللغة الكوسية، اللغة الزولوية | اللغة العربية، اللغة العربية الفصحى الحديثة |
| العملة                                                    | راند جنوب أفريقي | دينار ليبي                                  |
| الناتج المحلي الإجمالي (بليون دولار)                      | 349.42 مليار | 50.98 مليار                                 |
| الناتج المحلي الإجمالي (تعادل القوة الشرائية) بليون دولار | 725.91 مليار | 69.32 مليار                                 |
| الناتج المحلي الإجمالي الاسمي للفرد دولار أمريكي          | 5.72 ألف |                                             |
| الناتج المحلي الإجمالي للفرد دولار أمريكي                 | 13.05 ألف | 15.60 ألف                                   |
| مؤشر التنمية البشرية                                      | 0.666 | 0.724                                       |
| رمز المكالمات الدولي                                      | +27 | +218                                        |
| رمز الإنترنت                                              | .za | .ly                                         |
| المنطقة الزمنية                                           | ت ع م+02:00، أفريقيا/جوهانسبرغ ‏ | ت ع م+02:00، توقيت شرق أوروبا               |

## منظمات دولية مشتركة
يشترك البلدان في عضوية مجموعة من المنظمات الدولية، منها:
| علم المنظمة | اسم المنظمة                        | تاريخ انضمام جنوب أفريقيا | تاريخ انضمام ليبيا |
| ----------- | ---------------------------------- | ------------------------- | ------------------ |
|             | مؤسسة التنمية الدولية              | 12 أكتوبر 1960            | 1 أغسطس 1961       |
|             | يونسكو                             | 4 نوفمبر 1946             | 27 يونيو 1953      |
|             | وكالة ضمان الاستثمار متعدد الأطراف | 10 مارس 1994              | 5 أبريل 1993       |
|             | الأمم المتحدة                      | 7 نوفمبر 1945             | 14 ديسمبر 1955     |
|             | الاتحاد البريدي العالمي            | ?                         | ?                  |
|             | البنك الدولي للإنشاء والتعمير      | 27 ديسمبر 1945            | 17 سبتمبر 1958     |
|             | الاتحاد الدولي للاتصالات           | 1910                      | 3 فبراير 1953      |
|             | منظمة حظر الأسلحة الكيميائية       | ?                         | ?                  |
|             | مؤسسة التمويل الدولية              | 3 أبريل 1957              | 18 سبتمبر 1958     |
|             | منظمة الشرطة الجنائية الدولية      | ?                         | ?                  |
|             | الاتحاد الأفريقي                   | 6 يونيو 1994              | ?                  |
|             | البنك الإفريقي للتنمية             | ?                         | ?                  |

## وصلات خارجية
- موقع وزارة الخارجية الجنوب أفريقية
- موقع وزارة الخارجية الليبية